# Log Čezsoški
Log Čezsoški je naselje v Občini Bovec. Leži na levem bregu reke Soče ob vznožju gore Polovnik. Nedaleč od naselja je na drugi strani  slap Boka.
- Log Čezsoški in okolica